# Fender Vibrosonic Reverb
Fender Vibrosonic Reverb je gitarsko cijevno pojačalo koje je Fender proizvodio od 1972. – 1981. godine.
 U osnovi to je model Twin Reverb opremljen 15" JBL (James B. Lansing) D-130-F zvučnikom. 
Model je dizajniran u dvije prepoznatljive varijante: od 1972. – 1979. godine s aluminijskom kontrolnom pločom, i od 1980. pa do kraja proizvodnje 1981. godine s crnom kontrolnom pločom. Razlike među ovim varijantama bile su i u dvije Fender logo inačice:
 * model od 100W RMS-a s "tailed" logom iz '60-ih godina.
 * model od 135W RMS od 1977. godine s "tailless" primijenjenim logom.
 Ostale značajke uključuju efekt: tremolo, a od 1977. godine dodatke spring reverb i overdrive pot. Efekt vibrato je bio dostupan za korištenje pomoću podne papučice i uporabom efekta overdrive pomoću funkcije "master volume" pota. 
| Karakteristike          | Karakteristike                                                                                                   |
| ----------------------- | --- |
| Godina proizvodnje      | 1972. – 1981. |
| Elektronički krug/model | - - - - |
| Cijevi u pojačalu       | 4 x 6L6GC |
| Cijevi u pretpojačalu   | 7025 |
| Dostupan                | kombo |
| Efektivna snaga         | 100 ili 135W |
| Efekti                  | tremolo i reverb                                                                                                 |
| Kanali                  | 2 (normal i vibrato)                                                                                             |
| Zvučnik                 | 1 x 15", otpora 8Ω model Fender PS-15 (1972. – 1974.), JBL D-130F (1974. – 1979.), Electro Voice (1979. – 1981.) |
| Ispravljač              | solid state |

## Vanjske poveznice
- [neaktivna poveznica]
- "Fender Vibrosonic na thevintagesound.com"[neaktivna poveznica]
- "Fender - servisna stranica"